# Kristin Armstrong
Kristin Armstrong (Boise, Idaho, 11 d'agost de 1973) és una ciclista estatunidenca que era especialista en les proves contrarellotge. Triple campiona olímpica, també ha aconseguit diversos cops els campionats mundials i nacionals de l'especialitat.

## Palmarès
- 2002
  - Vencedora d'una etapa a la San Dimas Stage Race
- 2004
  -  Campiona dels Estats Units en ruta
  - Vencedora d'una etapa a la Sea Otter Classic
  - Vencedora d'una etapa a la San Dimas Stage Race
  - Vencedora d'una etapa a la Redlands Classic
- 2005
  -  Campiona dels Estats Units en contrarellotge
  - Campiona en contrarellotge dels Campionats Panamericans
  - 1a a la Sea Otter Classic i vencedora de 2 etapes
  - 1a a la Valley of the Sun Stage Race i vencedora d'una etapa
  - 1a a la Cascade Cycling Classic i vencedora de 2 etapes
  - Vencedora d'una etapa a la San Dimas Stage Race
  - Vencedora d'una etapa al Tour de Toona
- 2006
  -  Campiona del món en contrarellotge individual
  -  Campiona dels Estats Units en ruta
  -  Campiona dels Estats Units en contrarellotge
  - 1a a la San Dimas Stage Race i vencedora d'una etapa
  - 1a al Tour de Gila i vencedora de 2 etapes
  - 1a al Tour de Toona i vencedora d'una etapa
  - 1a al Nature Valley Grand Prix i vencedora de 2 etapes
  - 1a a la Euregio Tour i vencedora d'una etapa
  - Vencedora de 2 etapes a la Cascade Cycling Classic
- 2007
  -  Campiona dels Estats Units en contrarellotge
  - 1a al Tour de Toona i vencedora d'una etapa
  - 1a al Nature Valley Grand Prix i vencedora de 3 etapes
  - 1a a la Souvenir Magali Pache
  - 1a al Holland Ladies Tour i vencedora d'una etapa
  - 1a al Wells Fargo Twilight Criterium
- 2008
  -  Medalla d'or als Jocs Olímpics de Pequín en Contrarellotge individual
  - 1a a la Novilon Euregio Cup
  - 1a al Nature Valley Grand Prix i vencedora de 4 etapes
  - 1a a la Volta a Nova Zelanda i vencedora de 2 etapes
  - 1a a la Cascade Cycling Classic i vencedora de 3 etapes
  - 1a al Gran Premi Riparbella-Montescudaio
- 2009
  -  Campiona del món en contrarellotge individual
  - 1a al Tour de Gila
  - 1a al Nature Valley Grand Prix i vencedora de 2 etapes
  - 1a al Tour de Berna
  - 1a al Tour de l'Ardecha i vencedora d'una etapa
  - 1a a l'Open de Suède Vårgårda TTT
  - Vencedora d'una etapa al Tour de l'Aude
- 2011
  - 1a a la Sea Otter Classic i vencedora de 3 etapes
  - 1a al Mount Hood Cycling Classic i vencedora de 2 etapes
  - Vencedora d'una etapa al Nature Valley Grand Prix
- 2012
  -  Medalla d'or als Jocs Olímpics de Londres en Contrarellotge individual
  - 1a a la San Dimas Stage Race i vencedora de 2 etapes
  - 1a al Tour de Gila
  - Vencedora d'una etapa a la Volta a Nova Zelanda
  - Vencedora d'una etapa a l'Energiewacht Tour
  - Vencedora de 3 etapes a la Cascade Cycling Classic
- 2015
  -  Campiona dels Estats Units en contrarellotge
  - Vencedora de 2 etapes a la Cascade Cycling Classic
- 2016
  -  Medalla d'or als Jocs Olímpics de Rio de Janeiro en Contrarellotge individual
  - 1a al Redlands Bicycle Classic i vencedora d'una etapa
  - 1a a la San Dimas Stage Race i vencedora d'una etapa
  - Vencedora d'una etapa al Tour de Gila